# Stefan Ulmer
Stefan Ulmer (* 1. Dezember 1990 in Dornbirn) ist ein österreichischer Eishockeyspieler, der seit 2021 beim HC La Chaux-de-Fonds in der Swiss League unter Vertrag steht. Sein Bruder Martin ist ebenfalls Eishockeyspieler gewesen.

## Karriere
Stefan Ulmer begann seine Karriere in der Saison 2005/06 in der Schweiz beim Nachwuchs der GCK Lions. In der Folgesaison kam er nicht nur mit der ersten Mannschaft der GCK Lions auf drei Einsätze in der National League B, sondern gewann mit deren Junioren Team auch die Meisterschaft der Elite Jr. A. Zur Saison 2007/08 wechselte er zu den Spokane Chiefs, die ihn in der ersten Runde des CHL Import Drafts ausgewählt hatten, in die Western Hockey League. Dort gewann Ulmer als erster Österreicher den Memorial Cup.
2010 wurde er vom HC Lugano verpflichtet und absolvierte am 10. September 2010 gegen Zürich sein erstes National-League-A-Spiel. In den folgenden Jahren gehörte Ulmer stets zum Profikader des HCL, konnte dabei bis 2016 seine Punkteausbeute pro Saison auf etwa 20 Scorerpunkte steigern und erreichte 2018 das Playoff-Finale mit dem Klub. War sein Vertrag 2016 noch einmal vorzeitig verlängert worden, erhielt er nach der Saison 2018/19 keinen neuen Vertrag beim HCL. Insgesamt absolvierte Ulmer 430 Spiele für den Tessiner Klub und sammelte dabei 121 Scorerpunkte, davon 29 Tore. Wenige Tage später erhielt er einen Zweijahresvertrag beim EHC Biel.
Zur Saison 2021/22 wechselte er fix zum HC La Chaux-de-Fonds in die Swiss League, nachdem er in der Spielzeit zuvor bereits leihweise für die Neuenburger gespielt hatte.

### International
Ulmer nahm für Österreich an den U18-Weltmeisterschaften 2006 und 2007 sowie den U20-Weltmeisterschaften 2008 und 2009 jeweils in der Division I teil. Nachdem er 2009 als bester Verteidiger und Topscorer, mit den meisten Toren, Torvorlagen und der besten Plus/Minus-Bilanz des Turniers seinem Team zum Aufstieg verholfen hatte, spielte er mit der Mannschaft aus dem Alpenland 2010 in der Top-Division der U20-Junioren.
Sein Debüt in der Herren-Nationalmannschaft gab er am 16. Dezember 2010 beim 2:5 gegen Norwegen im slowenischen Jesenice. An einer Weltmeisterschaft nahm er mit den Österreichern erstmals 2012 in der Division I teil und erreichte auf Anhieb den Aufstieg in die Top-Division. Nach dem zwischenzeitlichen Abstieg der Alpenländler spielte er auch 2016 und 2017 in der Division I. Bei der Weltmeisterschaft 2018 spielte er dann erstmals in der Top-Division. Zudem vertrat er seine Farben bei den Olympischen Winterspielen 2014 in Sotschi und bei den Qualifikationsturnieren für die Winterspiele 2018 in Pyeongchang und 2026 in Mailand.

## Erfolge und Auszeichnungen
- 2007 Schweizer Elite-A-Junioren-Meister mit den GCK Lions
- 2008 Ed-Chynoweth-Cup-Gewinn mit den Spokane Chiefs
- 2008 Memorial-Cup-Gewinn mit den Spokane Chiefs

### International
- 2009 Aufstieg in die Top-Division bei der U20-Weltmeisterschaft der Division I, Gruppe B
- 2009 Topscorer, bester Torschütze, meiste Torvorlagen, beste Plus/Minus-Bilanz und bester Verteidiger der U20-Weltmeisterschaft der Division I, Gruppe B
- 2012 Aufstieg in die Top-Division bei der Weltmeisterschaft der Division I, Gruppe A
- 2017 Aufstieg in die Top-Division bei der Weltmeisterschaft der Division I, Gruppe A